# Seznam škotskih kardinalov
Seznam škotskih kardinalov.

## B
- David Beaton

## E
- Charles Erskine (kardinal)

## G
- Gordon Joseph Gray

## H
- William Theodore Heard

## O
- Keith Michael Patrick O'Brien

## S
- Henry Benedict Stuart

## W
- Walter Wardlaw
- Thomas Winning